# Super Bowl

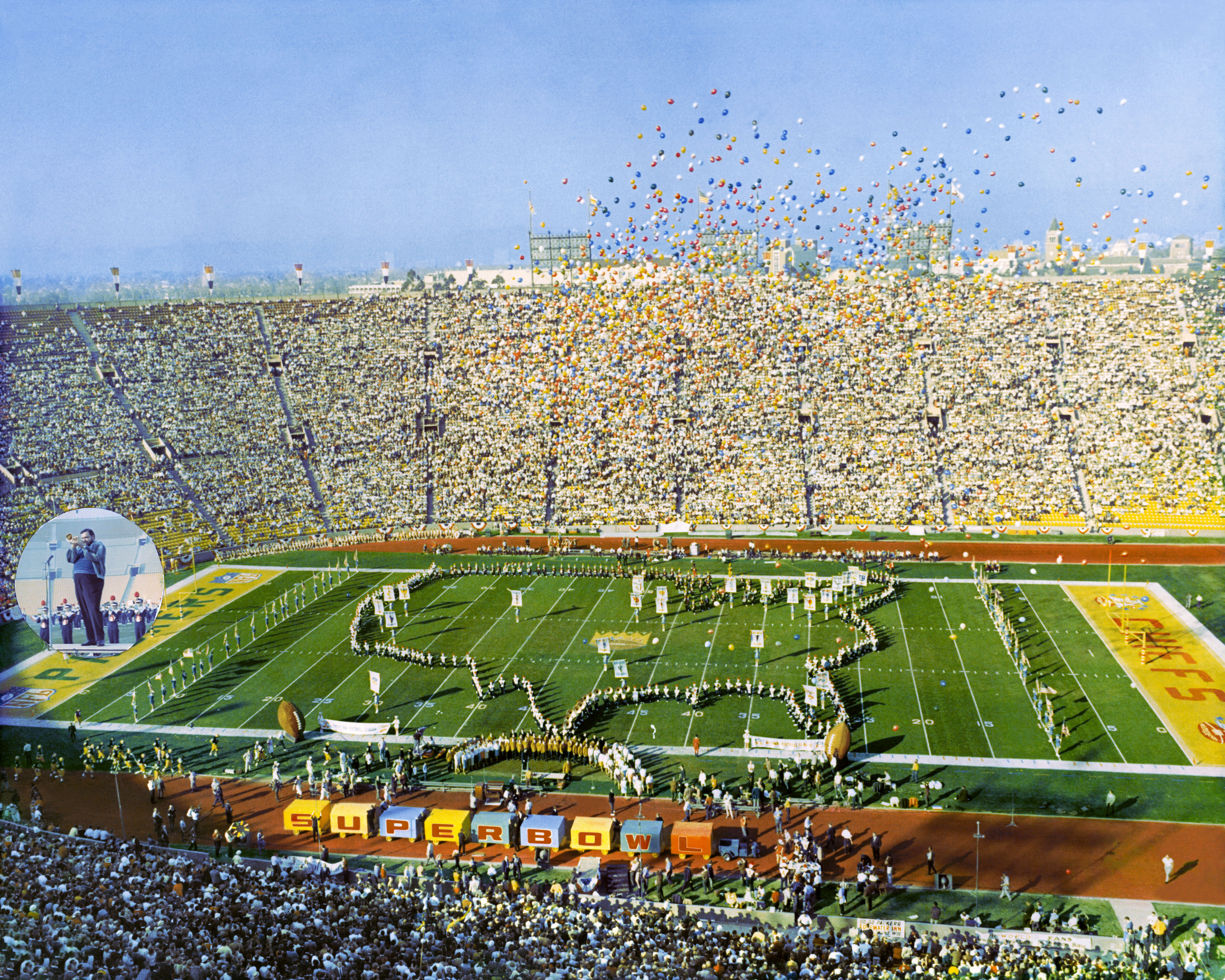
Super Bowl I na Los Angeles Memorial Coliseum (1967)

Super Bowl – finałowy mecz o mistrzostwo w futbolu amerykańskim zawodowej ligi National Football League (NFL), będący najważniejszym sportowym wydarzeniem roku w Stanach Zjednoczonych. Całość ceremonii określana jest jako Super Bowl Sunday w skrócie Super Sunday i stała się nieformalnym amerykańskim świętem narodowym. Dzień finału jest także drugim (po Święcie Dziękczynienia) dniem z największą ilością spożytego jedzenia w Stanach Zjednoczonych.
Przez większość lat kolejne edycje Super Bowl stawały się najchętniej oglądanymi transmisjami w amerykańskiej telewizji; finał Super Bowl XLV w lutym 2011 (pomiędzy Pittsburgh Steelers a Green Bay Packers) miał największą oglądalność w jej historii, gromadząc przed telewizorami 111 milionów widzów. Pobił tym samym rekord, ustanowiony przez Super Bowl XLIV (106,5 mln widzów). Ponieważ transmisje z rozgrywek Super Bowl przyciągają przed telewizory rzesze widzów, reklamodawcy są gotowi płacić gigantyczne kwoty za minutę czasu reklamowego. W 2008 r. średnia cena za jeden 30-sekundowy spot reklamowy w trakcie transmisji na antenie stacji Fox wyniosła 2,7 mln dol. Szacuje się, że Fox zarobił z tego tytułu ok. 250 mln dol.
Super Bowl jest nie tylko wydarzeniem sportowym, ale także kulturalno-rozrywkowym. W przerwie finału (tzw. half-time show) ma miejsce koncert muzyczny, a udział w nim uważany jest za wyróżnienie dla artysty.

## Trofeum
Trofeum, o które toczy się walka, to Vince Lombardi Trophy, od nazwiska trenera zespołu Green Bay Packers, pierwszego zespołu, który zdobył mistrzostwo. Corocznie też najlepszy zawodnik meczu zdobywa laur MVP (Most Valuable Player), od 1990 r. nazwany Pete Rozelle Trophy od nazwiska wieloletniego commissionera (prezesa) ligi NFL (1960–1989) zmarłego w 1996 r. Graczem, który pięciokrotnie zdobył to wyróżnienie, był Tom Brady, rozgrywający New England Patriots, który był MVP XXXVI, XXXVIII, XLIX, LI i LV Super Bowl. Tylko raz MVP został gracz drużyny przegranej, był to Chuck Howley w Super Bowl V, gdzie jego Dallas Cowboys przegrało z Baltimore Colts.

## Historia
Po raz pierwszy rozgrywki te zorganizowano w 1967 r. jako AFL-NFL World Championship Game, a po 1970 r., kiedy obie ligi (National Football League i American Football League) się połączyły, stały się one Mistrzostwami NFL. Mecz toczy się między zwycięzcą konferencji American Football Conference (AFC) a zwycięzcą konferencji National Football Conference (NFC). Od tego czasu Super Bowl był rozgrywany corocznie po zakończeniu play-offów w połowie stycznia, potem pod koniec stycznia (ostatnia niedziela stycznia), a obecnie na początku lutego (pierwsza niedziela lutego). Rekordzistami w liczbie wygranych – 6 tytułów Super Bowl – są drużyny Pittsburgh Steelers (IX, X, XIII, XIV, XL, XLIII) oraz New England Patriots (XXXVI, XXXVIII, XXXIX, XLIX, LI, LIII). Zespoły, które wygrały ten mecz pięciokrotnie, to San Francisco 49ers (XVI, XIX, XXIII, XXIV, XXIX) i Dallas Cowboys (VI, XII, XXVII, XXVIII, XXX). Dwie drużyny wygrały Super Bowl trzy razy w ciągu czterech lat, są to Dallas Cowboys (XXVII, XXVIII i XXX) oraz New England Patriots (XXXVI, XXXVIII i XXXIX).

## Zwycięzcy
| Nr                                                       | Data             | Zwycięzca          | Finalista          | Wynik | Miejscowość | Stadion             | MVP        |
| -------------------------------------------------------- | ---------------- | ------------------ | ------------------ | ----- | ----------- | ------------------- | ---------- |
| I                                                        | 15 stycznia 1967 | Green Bay Packers  | Kansas City Chiefs | 33–10 | Los Angeles | Memorial Coliseum   | Bart Starr |
| II                                                       | 14 stycznia 1968 | Green Bay Packers  | Oakland Raiders    | 33–14 | Miami       | Orange Bowl Stadium | Bart Starr |
| III                                                      | 12 stycznia 1969 | New York Jets      | Baltimore Colts    | 16–7  | Miami       | Orange Bowl Stadium | Joe Namath |
| IV                                                       | 11 stycznia 1970 | Kansas City Chiefs | Minnesota Vikings  | 23–7  | Nowy Orlean | Tulane Stadium      | Len Dawson |
| Wyniki w ligach: NFL – 2 zwycięstwa, AFL – 2 zwycięstwa. |                  |                    |                    |       |             |                     |            |

| Nr      | Data             | Zwycięzca            | Drugi finalista      | Wynik | Miejscowość     | Stadion                       | MVP                       |
| ------- | ---------------- | -------------------- | -------------------- | ----- | --------------- | ----------------------------- | ------------------------- |
| V       | 17 stycznia 1971 | Baltimore Colts      | Dallas Cowboys       | 16–13 | Miami           | Orange Bowl Stadium           | Chuck Howley              |
| VI      | 16 stycznia 1972 | Dallas Cowboys       | Miami Dolphins       | 24–3  | Nowy Orlean     | Tulane Stadium                | Roger Staubach            |
| VII     | 14 stycznia 1973 | Miami Dolphins       | Washington Redskins  | 14–7  | Los Angeles     | Memorial Coliseum             | Jake Scott                |
| VIII    | 13 stycznia 1974 | Miami Dolphins       | Minnesota Vikings    | 24–7  | Houston         | Rice Stadium                  | Larry Csonka              |
| IX      | 12 stycznia 1975 | Pittsburgh Steelers  | Minnesota Vikings    | 16–6  | Nowy Orlean     | Tulane Stadium                | Franco Harris             |
| X       | 18 stycznia 1976 | Pittsburgh Steelers  | Dallas Cowboys       | 21–17 | Miami           | Orange Bowl Stadium           | Lynn Swann                |
| XI      | 9 stycznia 1977  | Oakland Raiders      | Minnesota Vikings    | 32–14 | Pasadena        | Rose Bowl                     | F. Biletnikoff            |
| XII     | 15 stycznia 1978 | Dallas Cowboys       | Denver Broncos       | 27–10 | Nowy Orlean     | Louisiana Superdome           | Harvey Martin/Randy White |
| XIII    | 21 stycznia 1979 | Pittsburgh Steelers  | Dallas Cowboys       | 35–31 | Miami           | Orange Bowl Stadium           | Terry Bradshaw            |
| XIV     | 20 stycznia 1980 | Pittsburgh Steelers  | Los Angeles Rams     | 31–19 | Pasadena        | Rose Bowl                     | Terry Bradshaw            |
| XV      | 25 stycznia 1981 | Oakland Raiders      | Philadelphia Eagles  | 27–10 | Nowy Orlean     | Louisiana Superdome           | Jim Plunkett              |
| XVI     | 24 stycznia 1982 | San Francisco 49ers  | Cincinnati Bengals   | 26–21 | Detroit         | Pontiac Silverdome            | Joe Montana               |
| XVII    | 30 stycznia 1983 | Washington Redskins  | Miami Dolphins       | 27–17 | Pasadena        | Rose Bowl                     | John Riggins              |
| XVIII   | 22 stycznia 1984 | Los Angeles Raiders  | Washington Redskins  | 38–9  | Tampa           | Tampa Stadium                 | Marcus Allen              |
| XIX     | 20 stycznia 1985 | San Francisco 49ers  | Miami Dolphins       | 38–16 | Stanford        | Stanford Stadium              | Joe Montana               |
| XX      | 26 stycznia 1986 | Chicago Bears        | New England Patriots | 46–10 | Nowy Orlean     | Louisiana Superdome           | Richard Dent              |
| XXI     | 25 stycznia 1987 | New York Giants      | Denver Broncos       | 39–20 | Pasadena        | Rose Bowl                     | Phil Simms                |
| XXII    | 31 stycznia 1988 | Washington Redskins  | Denver Broncos       | 42–10 | San Diego       | Jack Murphy Stadium           | Doug Williams             |
| XXIII   | 22 stycznia 1989 | San Francisco 49ers  | Cincinnati Bengals   | 20–16 | Miami           | Joe Robbie Stadium            | Jerry Rice                |
| XXIV    | 28 stycznia 1990 | San Francisco 49ers  | Denver Broncos       | 55–10 | Nowy Orlean     | Louisiana Superdome           | Joe Montana               |
| XXV     | 27 stycznia 1991 | New York Giants      | Buffalo Bills        | 20–19 | Tampa           | Tampa Stadium                 | Ottis Anderson            |
| XXVI    | 26 stycznia 1992 | Washington Redskins  | Buffalo Bills        | 37–24 | Minneapolis     | Metrodome                     | Mark Rypien               |
| XXVII   | 31 stycznia 1993 | Dallas Cowboys       | Buffalo Bills        | 52–17 | Pasadena        | Rose Bowl                     | Troy Aikman               |
| XXVIII  | 30 stycznia 1994 | Dallas Cowboys       | Buffalo Bills        | 30–13 | Atlanta         | Georgia Dome                  | Emmitt Smith              |
| XXIX    | 29 stycznia 1995 | San Francisco 49ers  | San Diego Chargers   | 49–26 | Miami           | Joe Robbie Stadium            | Steve Young               |
| XXX     | 28 stycznia 1996 | Dallas Cowboys       | Pittsburgh Steelers  | 27–17 | Tempe           | Sun Devil Stadium             | Larry Brown               |
| XXXI    | 26 stycznia 1997 | Green Bay Packers    | New England Patriots | 35–21 | Nowy Orlean     | Louisiana Superdome           | Desmond Howard            |
| XXXII   | 25 stycznia 1998 | Denver Broncos       | Green Bay Packers    | 31–24 | San Diego       | Qualcomm Stadium              | Terrell Davis             |
| XXXIII  | 31 stycznia 1999 | Denver Broncos       | Atlanta Falcons      | 34–19 | Miami           | Pro Player Stadium            | John Elway                |
| XXXIV   | 30 stycznia 2000 | St. Louis Rams       | Tennessee Titans     | 23–16 | Atlanta         | Georgia Dome                  | Kurt Warner               |
| XXXV    | 28 stycznia 2001 | Baltimore Ravens     | New York Giants      | 34–7  | Tampa           | Raymond James Stadium         | Ray Lewis                 |
| XXXVI   | 3 lutego 2002    | New England Patriots | St. Louis Rams       | 20–17 | Nowy Orlean     | Louisiana Superdome           | Tom Brady                 |
| XXXVII  | 26 stycznia 2003 | Tampa Bay Buccaneers | Oakland Raiders      | 48–21 | San Diego       | Qualcomm Stadium              | Dexter Jackson            |
| XXXVIII | 1 lutego 2004    | New England Patriots | Carolina Panthers    | 32–29 | Houston         | Reliant Stadium               | Tom Brady                 |
| XXXIX   | 6 lutego 2005    | New England Patriots | Philadelphia Eagles  | 24–21 | Jacksonville    | ALLTEL Stadium                | Deion Branch              |
| XL      | 5 lutego 2006    | Pittsburgh Steelers  | Seattle Seahawks     | 21–10 | Detroit         | Ford Field                    | Hines Ward                |
| XLI     | 4 lutego 2007    | Indianapolis Colts   | Chicago Bears        | 29–17 | Miami           | Dolphins Stadium              | Peyton Manning            |
| XLII    | 3 lutego 2008    | New York Giants      | New England Patriots | 17–14 | Glendale        | University of Phoenix Stadium | Eli Manning               |
| XLIII   | 1 lutego 2009    | Pittsburgh Steelers  | Arizona Cardinals    | 27–23 | Tampa           | Raymond James Stadium         | Santonio Holmes           |
| XLIV    | 7 lutego 2010    | New Orleans Saints   | Indianapolis Colts   | 31–17 | Miami           | Sun Life Stadium              | Drew Brees                |
| XLV     | 6 lutego 2011    | Green Bay Packers    | Pittsburgh Steelers  | 31–25 | Arlington       | Cowboys Stadium               | Aaron Rodgers             |
| XLVI    | 5 lutego 2012    | New York Giants      | New England Patriots | 21–17 | Indianapolis    | Lucas Oil Stadium             | Eli Manning               |
| XLVII   | 3 lutego 2013    | Baltimore Ravens     | San Francisco 49ers  | 34–31 | Nowy Orlean     | Louisiana Superdome           | Joe Flacco                |
| XLVIII  | 2 lutego 2014    | Seattle Seahawks     | Denver Broncos       | 43–8  | East Rutherford | MetLife Stadium               | Malcolm Smith             |
| XLIX    | 1 lutego 2015    | New England Patriots | Seattle Seahawks     | 28–24 | Glendale        | University of Phoenix Stadium | Tom Brady                 |
| 50      | 7 lutego 2016    | Denver Broncos       | Carolina Panthers    | 24–10 | Santa Clara     | Levi’s Stadium                | Von Miller                |
| LI      | 5 lutego 2017    | New England Patriots | Atlanta Falcons      | 34–28 | Houston         | NRG Stadium                   | Tom Brady                 |
| LII     | 4 lutego 2018    | Philadelphia Eagles  | New England Patriots | 41–33 | Minneapolis     | U.S. Bank Stadium             | Nick Foles                |
| LIII    | 3 lutego 2019    | New England Patriots | Los Angeles Rams     | 13–3  | Atlanta         | Mercedes-Benz Stadium         | Julian Edelman            |
| LIV     | 2 lutego 2020    | Kansas City Chiefs   | San Francisco 49ers  | 31–20 | Miami Gardens   | Hard Rock Stadium             | Patrick Mahomes           |
| LV      | 7 lutego 2021    | Tampa Bay Buccaneers | Kansas City Chiefs   | 31–9  | Tampa           | Raymond James Stadium         | Tom Brady                 |
| LVI     | 13 lutego 2022   | Los Angeles Rams     | Cincinnati Bengals   | 23–20 | Inglewood       | SoFi Stadium                  | Cooper Kupp               |
| LVII    | 12 lutego 2023   | Kansas City Chiefs   | Philadelphia Eagles  | 38–35 | Glendale        | State Farm Stadium            | Patrick Mahomes           |
| LVIII   | 11 lutego 2024   | Kansas City Chiefs   | San Francisco 49ers  | 25–22 | Paradise        | Allegiant Stadium             | Patrick Mahomes           |
| LIX     | 9 lutego 2025    | Philadelphia Eagles  | Kansas City Chiefs   | 40–22 | Nowy Orlean     | Caesars Superdome             | Jalen Hurts               |

## Bilans klubów
| Liczba zwycięstw | Liczba porażek | Klub                  | Lata zwycięstw                     |
| ---------------- | -------------- | --------------------- | ---------------------------------- |
| 6                | 5              | New England Patriots  | 2002, 2004, 2005, 2015, 2017, 2019 |
| 6                | 2              | Pittsburgh Steelers   | 1975, 1976, 1979, 1980, 2006, 2009 |
| 5                | 3              | Dallas Cowboys        | 1972, 1978, 1993, 1994, 1996       |
| 5                | 3              | San Francisco 49ers   | 1982, 1985, 1989, 1990, 1995       |
| 4                | 3              | Kansas City Chiefs    | 1970, 2020, 2023, 2024             |
| 4                | 1              | New York Giants       | 1987, 1991, 2008, 2012             |
| 4                | 1              | Green Bay Packers     | 1967, 1968, 1997, 2011             |
| 3                | 5              | Denver Broncos        | 1998, 1999, 2016                   |
| 3                | 2              | Washington Commanders | 1983, 1988, 1992                   |
| 3                | 2              | Las Vegas Raiders     | 1977, 1981, 1984                   |
| 2                | 3              | Miami Dolphins        | 1973, 1974                         |
| 2                | 3              | Los Angeles Rams      | 2000, 2022                         |
| 2                | 3              | Philadelphia Eagles   | 2018, 2025                         |
| 2                | 2              | Indianapolis Colts    | 1971, 2007                         |
| 2                | 0              | Tampa Bay Buccaneers  | 2003, 2021                         |
| 2                | 0              | Baltimore Ravens      | 2001, 2013                         |
| 1                | 2              | Seattle Seahawks      | 2014                               |
| 1                | 1              | Chicago Bears         | 1986                               |
| 1                | 0              | New Orleans Saints    | 2010                               |
| 1                | 0              | New York Jets         | 1969                               |
| 0                | 4              | Buffalo Bills         | –                                  |
| 0                | 4              | Minnesota Vikings     | –                                  |
| 0                | 3              | Cincinnati Bengals    | –                                  |
| 0                | 2              | Atlanta Falcons       | –                                  |
| 0                | 2              | Carolina Panthers     | –                                  |
| 0                | 1              | Tennessee Titans      | –                                  |
| 0                | 1              | Los Angeles Chargers  | –                                  |
| 0                | 1              | Arizona Cardinals     | –                                  |